# Telanepsia
Telanepsia é um gênero de traça pertencente à família Agonoxenidae.